# Abadia de São Vítor

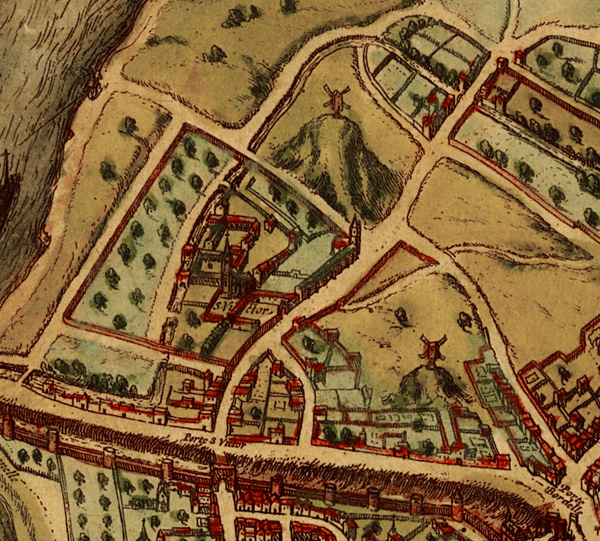
Plano esquemático que mostra a Abadia São Vítor de Paris em 1572.

A Abadia de São Vítor foi uma abadia agostiniana fundada no século  XII por Guilherme de Champeaux, arquidiácono e diretor da escola de Notre Dame, em Paris. Em poucas décadas, São Vítor tornou-se um dos centros mais importantes da vida intelectual no Ocidente medieval, especialmente nos campos da teologia e da filosofia.
Por volta de 1108, Guilherme de Champeaux se aposenta do ensino e, com alguns discípulos, vai para um eremitério que ficava ao lado de uma capela dedicada a São Vítor, no sopé do Monte St. Genevieve. Em 1113, quando Guilherme foi eleito bispo de Chalons-sur-Marne, Luís VI de França  transformou o pequeno retiro em uma rica abadia. Em 1114, a fundação da abadia foi confirmada pelo Papa Pascoal II.
A abadia contava com uma rica biblioteca, que era aberta ao público e com uma sala de leitura, onde os manuscritos ficavam acorrentados. Era habitual a leitura de manuscritos litúrgicos no coro no refeitório, em voz alta, também na enfermaria. Havia livros reservados ao acesso do bibliotecário (armarius). Uma parte da biblioteca consistia em livros que os cônegos ou estudantes poderiam pegar emprestado temporariamente. A atividade educacional da abadia favoreceu o desenvolvimento da biblioteca, assim como as aquisições feitas por compra ou recebidas de outros vitorinos. O Pantagruel de Rabelais (1494-1553), é uma menção satírica à biblioteca de São Vítor (Capítulo VII).